# Jeanne Hachette

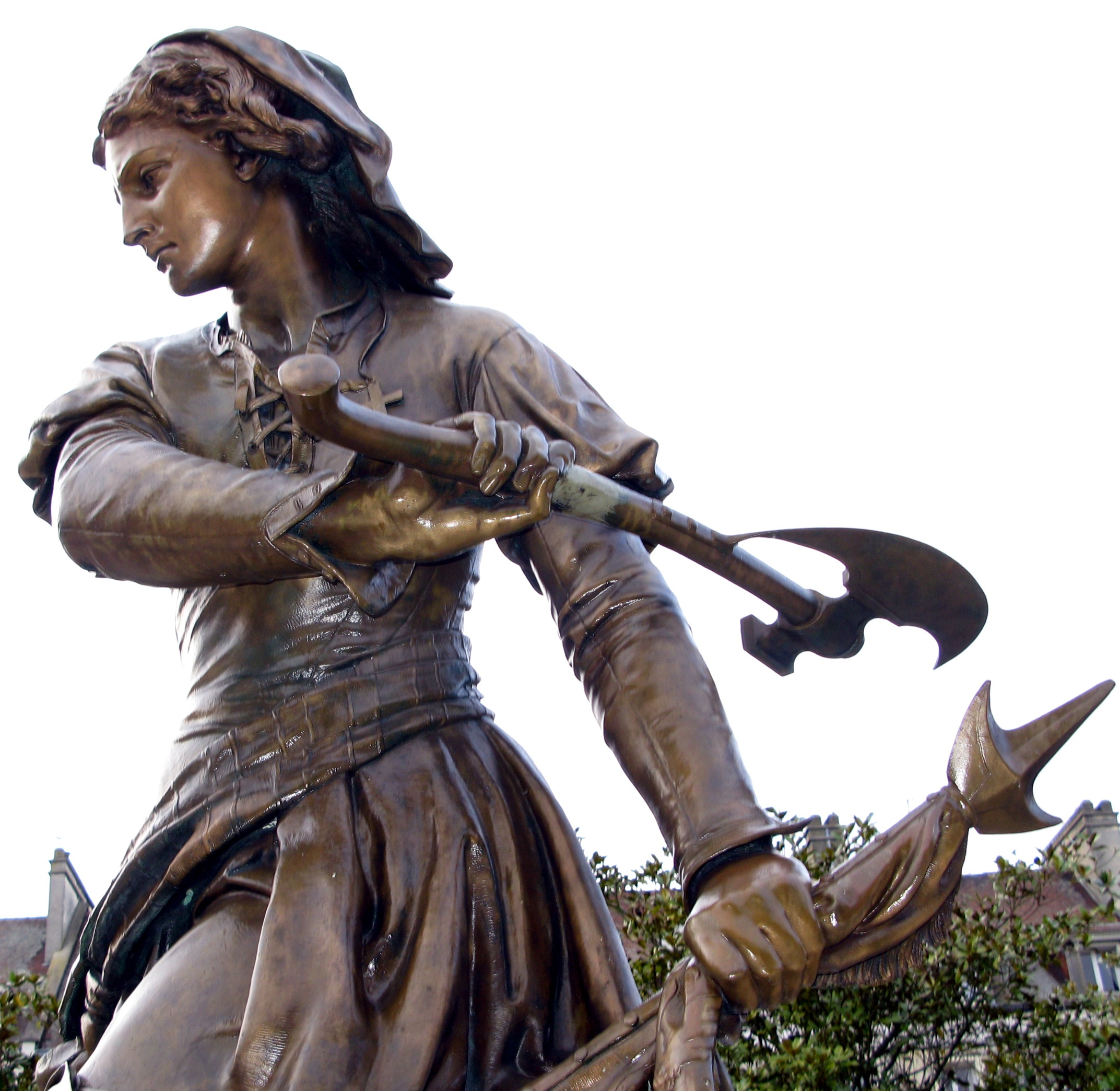
Particolare della statua di Jeanne Hachette nella piazza del municipio di Beauvais.

Jeanne Laisné, o Jeanne Fourquet (1454 circa), è stata un'eroina francese, conosciuta soprattutto con il soprannome di Jeanne Hachette, nota per le sue azioni durante l'assedio di Beauvais del 1472.

## Il contesto storico
Nel 1467, Carlo il Temerario era succeduto al padre Filippo come duca di Borgogna e, fin da subito, si era scontrato con il re Luigi XI di Francia. Nel 1472, Carlo invase il nord della Francia, conquistando le cittadine di Roye, Nesle e Montdidier nell'odierno dipartimento della Somme e dirigendosi verso Beauvais.

## L'assedio di Beauvais
Il 27 giugno 1472, Carlo il Temerario strinse d'assedio Beauvais, difesa solo da una piccola guarnigione comandata da Louis de Balagny e dai suoi stessi abitanti. Ad un certo punto dell'assedio, uno dei soldati borgognoni salì su una delle scale d'assedio per piantare la bandiera del proprio schieramento sulle mura della città, ma fu fermato da una giovane donna armata di accetta (hachette in francese), che uccise il soldato e si impossessò della bandiera. Il gesto di Jeanne, da quel momento soprannominata Hachette, diede nuovo coraggio agli abitanti della città, che continuarono a resistere fino al 22 luglio, quando Carlo di Borgogna rinunciò all'assedio e si ritirò.
Il re Luigi XI premiò la città di Beauvais, e Jeanne Hachette in particolare, per l'eroica resistenza, esonerando lei e i suoi discendenti dal pagamento delle tasse e sposandola con il suo fidanzato Colin Pilon. Istituì inoltre nella città di Beauvais una processione, tenuta ogni anno verso la fine di giugno, chiamata processione dell'assalto, durante la quale le donne sfilano davanti agli uomini.

## L'identità di Jeanne Hachette

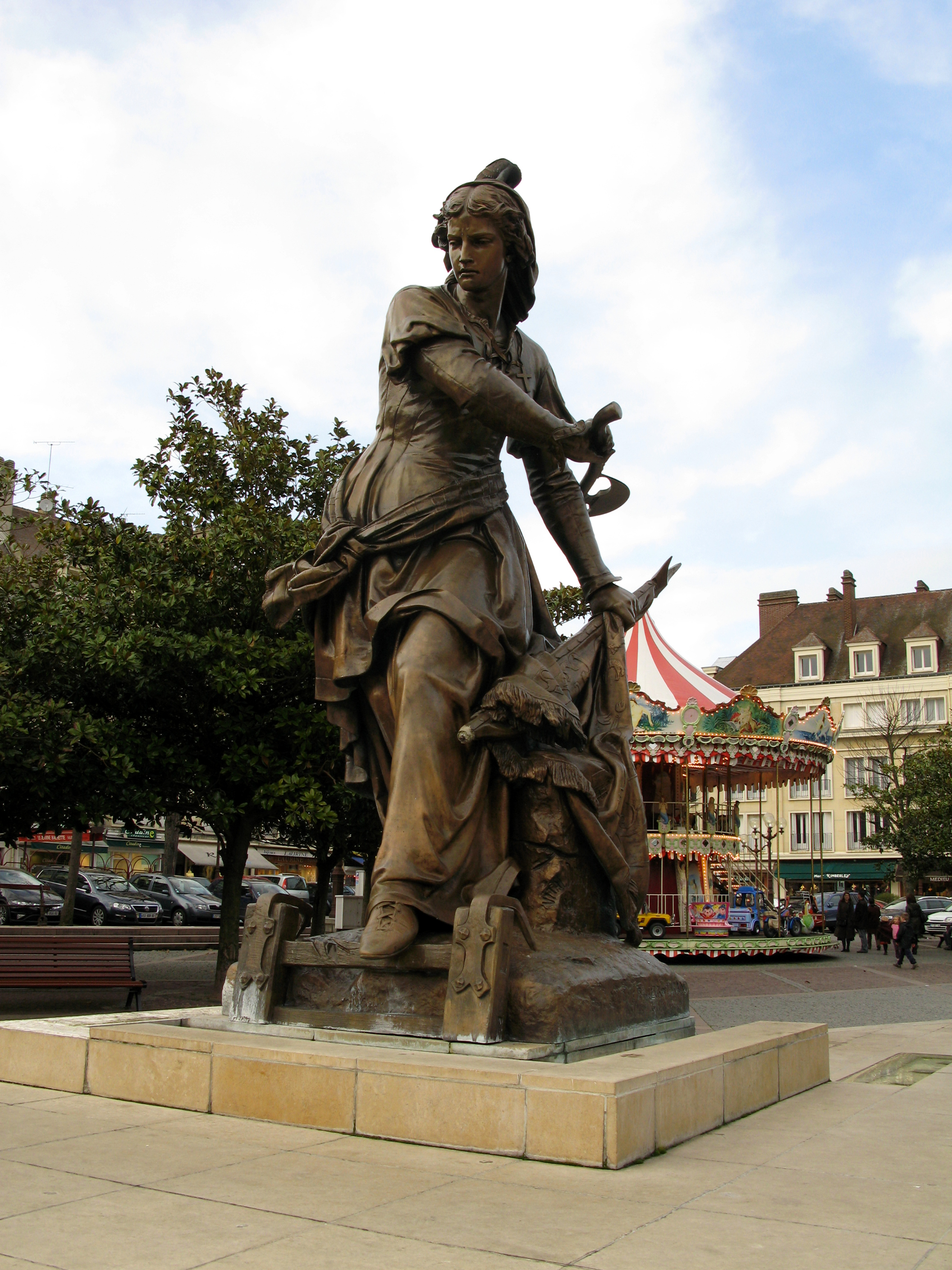
La statua di Jeanne Hachette nella piazza del municipio di Beauvais.

Si hanno poche notizie certe sull'identità di Jeanne Hachette. Nacque probabilmente intorno al 1454 o al 1456, e potrebbe essere stata la figlia di Matthieu Laisné, un artigiano di Beauvais. Secondo altre ipotesi era invece figlia di Jean Fourquet, mentre secondo altri il cognome Fourquet sarebbe quello del suo secondo marito, sposato al termine del matrimonio con Colin Pilon.
In un articolo sul quotidiano Le Monde del 30 luglio 2008, i giornalisti Philippe-Jean Catinchi e Josyane Savigneau ipotizzarono che l'eroina potrebbe non essere in realtà mai esistita, ma essere la personificazione delle donne di Beauvais che combatterono insieme agli uomini durante l'assedio della città. La sua figura è però riportata dalla maggior parte dei biografi di Luigi XI e una lettera dello stesso re del 1474 cita una Jeanne Laisné, figlia di Matthieu Laisné, la sua partecipazione all'assedio della città e il suo matrimonio con Colin Pilon.

## Opere dedicate

### La statua in Place Jeanne Hachette
A Jeanne Hachette sono state dedicate una via e la piazza principale di Beauvais, presso la quale, il 6 luglio 1851, è stata collocata una statua in bronzo, opera dello scultore francese Vital Gabriel Dubray, che raffigura l'eroina con in mano l'accetta pronta a colpire gli assalitori, mentre nella mano sinistra tiene la bandiera che ha in precedenza reciso. Sulla parte anteriore del piedistallo della statua si trova l'iscrizione A / JEANNE HACHETTE / XXVII GIUGNO MCCCCLXXII, mentre al di sotto della bandiera la firma dello scultore VITAL DUBRAY / 1851. 
In origine la statua si trovava sopra un alto basamento in marmo, ma nel 2003 è stata collocata su un basamento più basso, circondato da piccoli giochi d'acqua.

### Altre raffigurazioni
Oltre alla statua di Vital Dubray, a Beauvais Jeanne Hachette è ricordata anche da una statua in marmo, realizzata nel 1848 dallo scultore francese Jean-Marie Bonnassieux e conservata nel municipio, da un dipinto del 1869 del pittore francese Alexandre Grellet, situato nella cappella Sainte-Angadrême nella cattedrale di San Pietro, e da un grande dipinto commissionato nel 1952 all'artista locale Roger Bréval, che dall'anno successivo si trova in uno dei corridoi del primo piano del municipio.
A Jeanne Hachette sono inoltre state dedicate una strada di Lione e una di Parigi, alcune scuole ed un complesso architettonico di Parigi.

### Opere letterarie
- Tragedia in cinque atti Le Siège de Beauvais ou Jeanne Laisné di Araignon, 1766[12];
- Opera teatrale Jeanne Lainé, ovvero L'assedio di Beauvais (Jeanne Lainé, ou le Siège de Beauvais) del Marchese de Sade, 1791;
- La Ville assiégée ou la légende de Jeanne Hachette di Philéas Lebesgue, 1922;
- Dramma in tre atti Jeanne Hachette, ou Héroïne de Beauvais di J. J. M. Duperche, 1822;
- Poema Jeanne Hachette, ou le siège de Beauvais di Fanny Dénoix des Vergnes, 1835[13];
- Dramma in cinque atti Jeanne Hachette, ou le siège de Beauvais di Auguste Anicet-Bourgeois e Adolphe d'Ennery, 1838.

### Opere musicali
- La Cantate à Jeanne Hachette, di Sigismund von Neukomm, 1851;
- Cantate à Jeanne Hachette, di Philéas Lebesgue, musica di Louis Albert Bourgault-Ducoudray, 1913.

### Cinema
- Jeanne Hachette appare nel film Il miracolo dei lupi del 1924 di Raymond Bernard, incentrato sull'assedio di Beauvais.